# The Lady Takes a Flyer
The Lady Takes a Flyer is een Amerikaanse dramafilm uit 1958 onder regie van Jack Arnold. In Nederland werd de film destijds uitgebracht onder de titel Mijn vrouw vliegt voor me.

## Verhaal
De piloten Mike Dandridge en Maggie Colby richten samen een luchtverbinding op. Mike neemt ook zijn legerkameraad Al Reynolds in dienst als piloot. Al heeft een oogje op Maggie, maar zij trouwt toch met Mike. Er ontstaan moeilijkheden, wanneer Maggie zwanger wordt en Mike haar wil overtuigen om huisvrouw te worden.

## Rolverdeling
| Acteur          | Personage      |
| --------------- | -------------- |
| Lana Turner     | Maggie Colby   |
| Jeff Chandler   | Mike Dandridge |
| Richard Denning | Al Reynolds    |
| Andra Martin    | Nikki Reynolds |
| Chuck Connors   | Phil Donahoe   |
| Reta Shaw       | Zuster Kennedy |
| Alan Hale jr.   | Frank Henshaw  |
| Jerry Paris     | Willie Ridgely |
| Dee J. Thompson | Collie Minor   |
| Nestor Paiva    | Childreth      |
| James Doherty   | Agent          |